# هینکستون
هینکستون (به انگلیسی: Hinxton) یک روستا و محله مدنی در بریتانیا است که در کمبریج‌شر جنوبی واقع شده‌است. هینکستون ۳۲۰ نفر جمعیت دارد.